# Makrynus
Makrynus, Marcus Opellius, Opilius Macrinus (ur. 164 lub 166, zm. 218) – cesarz rzymski od 11 kwietnia 217 do 8 czerwca 218 (mimo iż pełnoprawnie nigdy nie został senatorem).

## Początki kariery
Pochodził z afrykańskiej Cezarei w Mauretanii (dlatego nazywano go Maurem). Według Kasjusza Diona urodził się w drugiej połowie 164; inne źródła podają datę 166. Otrzymał dobre wykształcenie, które pozwoliło mu wznieść się na wyżyny polityczne w Cesarstwie Rzymskim. Początkowo zyskał reputację jako utalentowany prawnik. W młodości był pisarzem w kurii municypalnej (tabellio).
Za jego żonę uważana jest Nonia Celsa, z którą miał jedynego syna – Diadumeniana (Diadumenianus). Wspomniana jedynie w Historia Augusta (Diadumenus Antoninus 7), zapewne przedwcześnie zmarła lub według przypuszczeń mogła być nawet postacią zmyśloną przez autora źródła, gdyż nie zachowały się po niej odpowiednie inskrypcje i monety.
W czasie rządów cesarza Septymiusza Sewera stał się ważnym urzędnikiem w Cesarstwie. Gdy miał około trzydziestu lat, znakomity prawnik, prefekt pretorianów i przyjaciel cesarza Fulwiusz Plaucjan mianował Makrynusa zarządcą swych majątków. Być może po 205, gdy usunięto Plaucjana, Makrynus został zesłany do Afryki, skąd powrócił dzięki wstawiennictwu prefekta Rzymu Lucjusza Fabiusza Kilona. Między rokiem 205 a 208 został prefektem cesarskiego skarbu (advocatus fisci). Na tę nominację mógł już mieć wpływ młody Karakalla. Kolejnym awansem w karierze było stanowisko zarządcy cesarskiej poczty (praefectus vehiculorum per Flaminiam) przy ważnej drodze Flaminijskiej (via Flaminia). Około 208 sprawował jeden z urzędów prokuratorskich.
Karakalla mianował Makrynusa prokuratorem swych osobistych majątków (procurator rei privatae). W 212, po śmierci poprzednika – Papiniana, powierzył mu urząd prefekta pretorium (albo w 215 po Marku Mesjuszu Ekstrikatusie), który rozdzielono pomiędzy dwóch ministrów: wydziałem wojskowym kierował Marek Oklatyniusz Adwentus, żołnierz raczej doświadczony niż wybitnie zdolny, a sprawami cywilnymi zarządzał Makrynus.
Prawdopodobnie w okresie pomiędzy styczniem a marcem 217 Karakalla nadał Makrynusowi odznaki konsularne (ornameta consularia) oraz senatorski tytuł clarissimus vir.

## Przejęcie władzy
Makrynus cieszył się sporym zaufaniem cesarza, do czasu kiedy pojawiły się pogłoski o przepowiedni, jakoby to właśnie on wraz z synem mieli zostać następcami Karakalli. Chcąc zapobiec swej nieuchronnej śmierci, postarał się rozbudzić niezadowolenie niektórych niższych oficerów, jak np. Juliusza Marcjalisa – żołnierza, któremu odmówiono stopnia setnika.
Wiosną roku 217 Karakalla przebywał we wschodnich prowincjach przygotowując się do wojny przeciwko Imperium Partów i ich władcy Artabanusowi IV. Makrynus przebywał tam także wśród innych członków gwardii pretorianów, między innymi dwóch trybunów gwardii pretoriańskiej Aureliusza Apollinarisa i Aureliusza Nemezjana oraz prefekta legionu II Parthica Eliusza Decjusza Trikcjanusa, zwanego Recjanusem i prefekta floty Marcjusza Klaudiusza Agryppy, namówionych do spisku na życie Karakalli. 8 kwietnia cesarz odwiedził świątynię Luny w Carrhae w towarzystwie tylko najbliższej świty. Moment ten wykorzystał legionista Marcjalis, który zamordował cesarza, po czym natychmiast został zabity przez pretorianów.
Po wygaśnięciu rodu Sewera świat rzymski przez trzy dni pozostawał bez władcy. Według starożytnych źródeł Makrynus sprytnie oddalił wszelkie podejrzenia co do swego udziału w spisku, demonstrując żałobę po zabitym cesarzu. Adwentus, z racji swego wieku, nie zamierzał stać się następcą, wobec czego wojsko z braku innego kandydata ogłosiło nowym cesarzem Makryna.
Większość historyków podziela opinię starożytnych źródeł o przewodniej roli Makrynusa w spisku i zaplanowaniu przez niego zamachu na Karakallę. Jednakże w ocenie Krawczuka i Dyrlagi za taki obraz odpowiedzialna jest propaganda następców Makrynusa, którzy podawali się za synów Karakalli. Śmierć Karakalli pozbawionego sukcesora nastąpiła w trakcie wojny z Partami, więc potrzebny był szybko następca mający odpowiednie doświadczenie wojskowe i polityczne. W tej sytuacji wybór jednego z prefektów pretorianów (Adwentus zrezygnował) był jak najbardziej uzasadniony.

## Okres sprawowania rządów
Pomimo pochodzenia z niskiego stanu (ekwita), Makrynus został ogłoszony cesarzem rzymskim 11 kwietnia 217 roku. Jednym z jego pierwszych posunięć było ogłoszenie własnego syna Diadumeniana, chłopca zaledwie dziesięcioletniego, cesarzem i jego następcą. Dotychczas za podstawową zasadę ustroju uważano wybieranie cesarza wśród członków senatu, dlatego działania Makrynusa wzbudziły niezadowolenie wśród klasy wyższej. Ostatecznie Makrynus został zatwierdzony przez Senat, lecz nie mógł efektywnie sprawować władzy. Władza zależała przede wszystkim od wojska, które ówcześnie było całkowicie pozbawione dyscypliny przez rozrzutne wynagrodzenie przyznane przez poprzedniego cesarza. Makrynus musiał podjąć się reformy i ograniczyć wydatki na wojsko. Aby dokonać tego w sposób delikatny, pozostawił obecnym żołnierzom wygórowany żołd, jednakże nowym chętnym zaoferował jedynie stawki ustalone dużo wcześniej przez cesarza Septymiusza Sewera. Starał się być także roztropny i raczej ugodowy w polityce zagranicznej. Szybko rozwiązał konflikty w Dacji oraz Armenii powstałe za czasów Karakalli.
Latem 217 roku Partowie zaatakowali Mezopotamię. Imperium partyjskie znajdowało się w stanie poważnej słabości ze względu na walki o władzę między Wologazesem VI i Artabanusem IV, synami Wologazesa V, jednak atak ten był kontynuacją wojny rozpoczętej jeszcze przez Karakallę. Kolejne działania wojenne doprowadziły do bitwy pod Nisibis. Ostateczny wynik bitwy nie został przesądzony i każda ze stron ogłosiła swoje zwycięstwo. Faktem jest jednak to, że Makrynus pierwszy wysłał emisariusza z propozycją pokojową w trakcie przedłużającej się trzydniowej bitwy. W zawartym traktacie pokojowym cesarz zobowiązał się zapłacić Partom aż 50 milionów sesterców odszkodowania, zachowując jednakże zdobyte wcześniej od Partów tereny. Makrynus uważał, że to on wyszedł zwycięsko z tej wojny i wybił monetę upamiętniającą zwycięstwo nad Partami, jednak większość oceniła ten pokój jako porażkę Rzymu.
Polityka ugodowa cesarza nie budziła zaufania, dlatego dość szybko stracił poparcie wśród wojska; niezadowolenie wyrażali wszyscy poborowi, którzy musieli walczyć za dużo mniejszy żołd od weteranów. Także w samym Rzymie, wśród senatorów, nowy cesarz nie cieszył się poparciem. Jakby tego było mało, późnym latem miasto nawiedziła burza, która spowodowała znaczące pożary oraz powodzie. W tym trudnym czasie cesarz nie dopełnił swoich obowiązków, gdyż ani nie pojawił się na miejscu, ani nie wspomógł potrzebujących, czym wzbudził niechęć także wśród niższego stanu.

## Upadek
Niezadowolenie wszystkich warstw było umiejętnie, ale dyskretnie podsycane przez pozostałych przy życiu dworzan i członków rodu poprzedniego cesarza. Była cesarzowa Julia Domna, żona Sewera i matka Karakalli, sama usunęła się w cień ze względu na stan zdrowia (cierpiała na zaawansowany nowotwór piersi), natomiast jej siostra – Julia Maesa, wraz z dwiema owdowiałymi córkami (Julią Bassianą i Julią Mameą) i ich synami jedynakami, zostały wygnane z dworu cesarskiego w Antiochii. Po powrocie do rodzinnej Emesy wszczęły 15 maja 218 rewoltę na korzyść syna Julii Bassiany – Heliogabala. W tym samym czasie pojawiły się niepotwierdzone pogłoski, jakoby Heliogabal (Warius Awitus Bassjanus) był w istocie synem Karakalli – owocem związku pomiędzy kuzynami.
16 maja 218 roku Heliogabal został ogłoszony cesarzem przez III legion galijski (Legio III Gallica) stacjonujący ówcześnie w Syrii, zbuntował się też legion II legion partyjski (Legio II Parthica). Legion rozpoczął marsz w kierunku Antiochii i 8 czerwca 218 roku doszło do starcia pomiędzy wojskami wiernymi cesarzowi oraz buntownikami. W początkowej fazie walki żadna ze stron nie uzyskała przewagi, jednakże później Makrynus, opuszczony przez większość żołnierzy, zbiegł z placu boju i w przebraniu kuriera kierował się w stronę Rzymu. Został pojmany niedaleko Chalcedonii przez centuriona Aureliusza Celsusa i później stracony w Kapadocji w miejscowości Archelais przez centuriona Marcjanusa Taurusa w drodze do Antiochii. Śmierć Makrynusa nastąpiła zapewne w ostatniej dekadzie czerwca 218. Syn Makrynusa, Diadumenian (Diadumenianus), został wysłany na stronę Partów, ale pojmano go w pobliżu miasta Zeugma (aresztowania dokonał centurion Klaudiusz Pollion) i także on został uśmiercony zanim przekroczył granicę.
Pamięć o Makrynusie i Diadumenianie została skazana przez Heliogabala na zapomnienie (damnatio memoriae). Ich imiona usunięto z inskrypcji i papirusów. Podobny los spotkał zwolenników Makrynusa, między innymi Eliusza Decjusza Trikcjanusa. Wielu współpracowników pokonanego cesarza zostało straconych lub usuniętych z urzędów.
Mimo że historycznego znaczenia, epizod krótkich rządów Makrynusa nie wniósł większych zmian w świecie rzymskim. Po raz kolejny natomiast ukazał słabość cesarzy wobec wojska, które już bezdyskusyjnie mogło się uważać za najważniejszą instytucję w państwie, decydującą o władzy cesarskiej. Rządy Makrynusa na krótko przerwały i poprzedziły kolejne siedemnaście lat władzy sprawowanej przez cesarzy z dynastii Sewerów, czyli Heliogabala i Aleksandra Sewera.